# واقعة سحل فتاة التحرير
واقعة سحل فتاة التحرير أو واقعة سحل ست البنات كما عُرفت إعلاميًا، هي واقعة ضُربت فيها فتاة بعنف بميدان التحرير بالقاهرة، أثناء أحداث مجلس الوزراء. لم يُتبين منها إلا حمالة صدرها الزرقاء، وأظهرتها الصور ملقاة على الأرض ويُعتدي عليها من قبل رجال من الجيش المصري.

## خلفية الواقعة
من بعد 25 يناير 2011، كان مازال هناك العديد من الاضطراب المدنى من بعد إسقاط المجلس الأعلى للقوات المسلحة للحكومة آنذاك. كان ميدان التحرير موقع الثورة المصرية وأيضًا لمجموعات ثورية صغيرة تطالب المجلس الأعلى بالانسحاب للسماح بحكم مدني انتقالي. ويبدو من الأدلة المرئية أن الفتاة كانت تهرب من القوات العسكرية إلى أن استطاعوا الإمساك بها. حاول متظاهر أخر أن يساعدها، إلى أن ضُرب هو الأخر بالعصى حتى عجز عن مساعدتها. حُلت عباءة ة المرأة السوداء أثناء الهجوم عليها، مما كشف عن بنطالها الجينز، وبطنها، وحمالة صدرها الزرقاء. وداس عليها أفراد القوات المسلحة تكرارًا إلى أن فقدت المرأة الوعي على ما يبدو.

## ردود الفعل العالمية
حين تداولت صفحات الإنترنت الصورة، نشرت وكالات إذاعية دولية تلك الصور. من ضمن تلك القنوان سي إن إن، ناشونال بوست، والـNPR، والذين لقبوها بالمرأة ذات حمالة الصدر الزرقاء. حتى أن هيلاري كلينتون وصفت بأنها «تدهور منظم لوضع النساء المصريات، مما يهز من شرف الثورة، ويقلل من مرتبة الدولة ونظامها، ما يجعلها غير جديرة بشعب عظيمة». في رد على تلك المعاملة العنيفة، قام آلاف من المصريين بالسير نحو ميدان التحرير بعدها في ديسمبر 2011، وقد تضمنت المسيرة أكبر عدد من النساء منذ عقود.

## رمز بصري للظلم
عام 2013، وصف توماس أولسن الفتاة بأنها «رمز بصري للظلم» في ورقة بحث حول الموضوع. يعني هذا المصلح أنها صارت رمزًا لظاهرة أوسع، كالتعامل الظالم للمجلس الأعلى للقوام المسلحة والجيش المصري مع المصريين. ذلك التصور للضحية يعطي وجهًا لموضوع بلا وجه في الأغلب. استُخدم ذلك اللفظ في الأصل مع خالد سعيد، الذي اعتُبر مقتله شراره للربيع العربي في 2011.